# 협진운수
협진운수(協進運輸)는 대전광역시의 시내버스 업체이고 본사는 대전광역시 유성구 금남구즉로 1377(봉산동 705)에 있다.

## 역사
- 1979년: 계룡버스의 전무이사 최수남이 자기지분 차량 20여대 양수, 신규 면허를 취득하여 설립
- 1982년: 오정동 304-4로 차고지 이전
- 2002년 9월 30일: 유성구 봉산동 현위치로 이전
- 2005년 7월 4일: 대전시내버스 준공영제 참여
- 2008년 3월 17일: 손용석이 대표이사로 취임. 같은 해에 대전시내버스 서비스 평가 S등급 수상[1]

## 운행 노선
- ● M1번: 누리동 ~ 대전광역시청(세종교통, 세종제일운수와 공동운행)
- ● 급행2번: 봉산동 ~ 대전역동광장
- ● 105번: 충대농대 ~ 비래삼호아파트(계룡버스와 공동운행)
- ● 117번: 충대농대 ~ 학하동
- ● 301번: 봉산동 ~ 오월드
- ● 606번: 대전동신과학고 ~ 충렬사(판암역, 신흥역, 대전역, 대덕구청, 대전예술의전당, 신세계백화점, 신성동 경유)

## 보유 차량

#### 현대자동차
- 현대 그린시티
- 현대 뉴 슈퍼 에어로시티
- 현대 저상 뉴 슈퍼 에어로시티
- 현대 일렉시티

#### MAN
- MAN 라이온스 시티

## 갤러리

대전시내버스 75번 (대차 전)
대전시내버스 급행2번(2008년 노선개편 당시 시범도색) (대차 전)